# Élections législatives finlandaises de 2019
Les élections législatives finlandaises de 2019 se tiennent le 14 avril 2019, afin d'élire les 200 députés de la 38e législature du Parlement de Finlande (Eduskunta).
Le scrutin voit arriver au coude à coude le Parti social-démocrate, le Parti des Finlandais et le Parti de la coalition nationale avec respectivement 40, 39 et 38 sièges, tandis que le Parti du centre du Premier ministre sortant Juha Sipilä essuie un net recul et perd plus du tiers de ses sièges, avec son pire résultat électoral depuis 1917.
Le Parti social-démocrate (SDP) observe une légère progression de ses résultats, et parvient à arriver en tête pour la première fois depuis 1999. Aucun parti ne parvient cependant à remporter seul plus de 18 % des suffrages, nécessitant la formation d'une large coalition. Après plusieurs mois de négociations, le dirigeant du SDP, Antti Rinne, forme le 6 juin un gouvernement réunissant son parti, le Parti du centre, la Ligue verte, l'Alliance de gauche et le Parti populaire suédois de Finlande.

## Contexte
Lors des dernières élections législatives, le Parti du centre arrive en tête du scrutin, et son président, Juha Sipilä, réussit à former un gouvernement avec le Parti de la coalition nationale et le Parti des Finlandais.

### Crise gouvernementale de 2017
À la suite du départ annoncé de Timo Soini de la présidence du Parti des Finlandais, les membres élisent son remplaçant le 10 juin 2017. Jussi Halla-aho, dont la ligne opposée à l'immigration et au multiculturalisme l'emporte par 949 voix contre 629 à son principal concurrent, Sampo Terho, soutenu par le gouvernement.
Le Premier ministre Sipilä et ses partenaires mettent aussitôt fin à leur collaboration avec le parti. La chute du gouvernement est cependant évitée par la scission le 13 juin d'une vingtaine de députés – par la suite réduite à 19 députés dont un vers le parti de la coalition nationale – dont Soini et les membres alors ministres du cabinet Sipilä. Ceux ci fondent le parti Réforme bleue et réitèrent leur collaboration avec le gouvernement, qui conserve ainsi la majorité absolue.

## Mode de scrutin

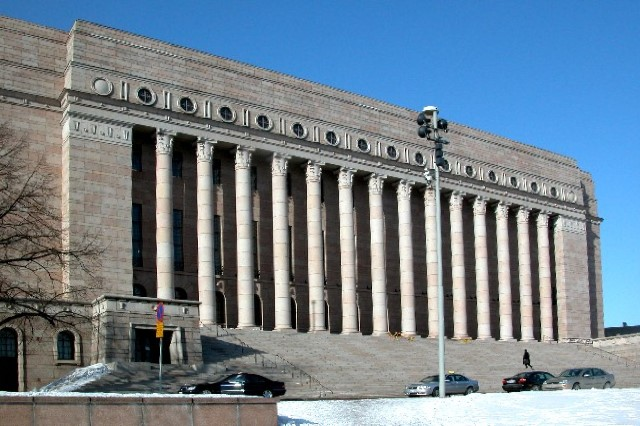
Siège du Parlement de Finlande, à Helsinki.

Le Parlement de Finlande compte 200 députés, dont 199 pourvus au scrutin proportionnel suivant la méthode de Hondt dans douze circonscriptions électorales de 7 à 36 députés selon leur population. Les électeurs ont également la possibilité d'exprimer un vote préférentiel pour un candidat sur la liste pour laquelle ils votent, les sièges obtenus par chaque liste étant par la suite d'abord attribués aux candidats ayant recueilli le plus grand nombre de suffrages en leur nom. Le député restant est élu au scrutin uninominal majoritaire à un tour par les résidents des îles Åland.

## Sondages

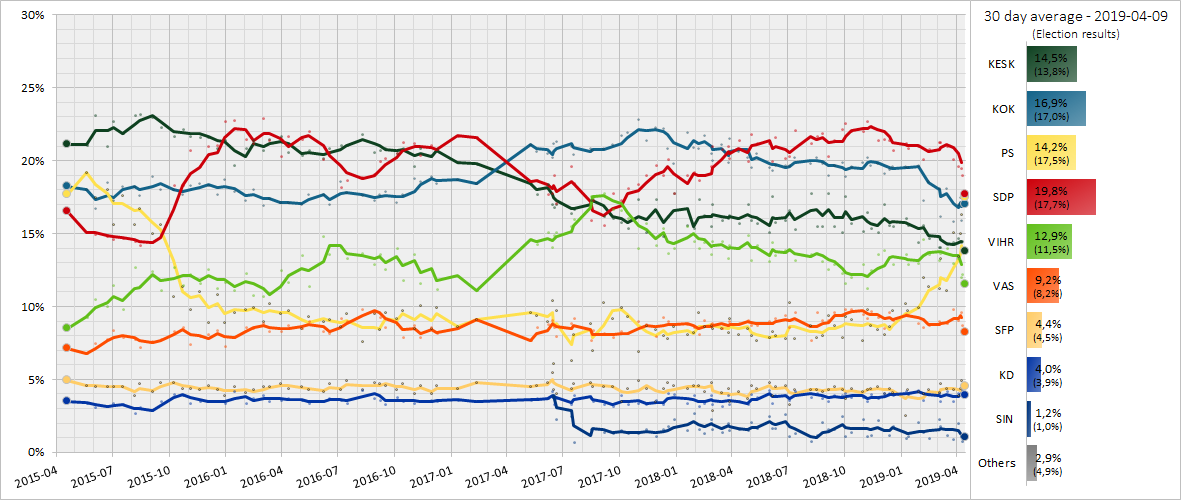
Moyenne lissée des sondages d'opinion depuis les précédentes élections en 2015

### Circonscriptions
| N° | Districts         | Sièges | File:Suomen vaalipiirit 2013.png |
| -- | ----------------- | ------ | -------------------------------- |
| 1  | Helsinki          | 22     | File:Suomen vaalipiirit 2013.png |
| 2  | Uusimaa           | 36     | File:Suomen vaalipiirit 2013.png |
| 3  | Finlande-Propre   | 17     | File:Suomen vaalipiirit 2013.png |
| 4  | Satakunta         | 8      | File:Suomen vaalipiirit 2013.png |
| 5  | Åland             | 1      | File:Suomen vaalipiirit 2013.png |
| 6  | Häme              | 14     | File:Suomen vaalipiirit 2013.png |
| 7  | Pirkanmaa         | 19     | File:Suomen vaalipiirit 2013.png |
| 8  | Sud-Est           | 17     | File:Suomen vaalipiirit 2013.png |
| 9  | Savonie-Carélie   | 15     | File:Suomen vaalipiirit 2013.png |
| 10 | Vaasa             | 16     | File:Suomen vaalipiirit 2013.png |
| 11 | Finlande centrale | 10     | File:Suomen vaalipiirit 2013.png |
| 12 | Oulu              | 18     | File:Suomen vaalipiirit 2013.png |
| 13 | Laponie           | 7      | File:Suomen vaalipiirit 2013.png |

## Forces en présence
| Parti | Parti                                                                  | Idéologie                                                                      | Chef de file         | Résultats de 2015          |
| ----- | ---------------------------------------------------------------------- | ------------------------------------------------------------------------------ | -------------------- | -------------------------- |
|       | Parti du centre Suomen Keskusta                                        | Centre Agrarisme, libéralisme, fédéralisme européen                            | Juha Sipilä          | 21,1 % des voix 49 députés |
|       | Parti de la coalition nationale Kansallinen Kokoomus                   | Centre droit Libéral-conservatisme, conservatisme social                       | Petteri Orpo         | 18,2 % des voix 37 députés |
|       | Parti des Finlandais Perussuomalaiset                                  | Droite Nationalisme, populisme, conservatisme, euroscepticisme                 | Jussi Halla-aho      | 17,6 % des voix 38 députés |
|       | Parti social-démocrate de Finlande Suomen Sosialidemokraattinen Puolue | Centre gauche Social-démocratie, progressisme, troisième voie                  | Antti Rinne          | 16,5 % des voix 34 députés |
|       | Alliance de gauche Vasemmistoliitto                                    | Gauche Écosocialisme, socialisme démocratique, anticapitalisme                 | Li Andersson         | 7,1 % des voix 12 députés  |
|       | Ligue verte Vihreä liitto                                              | Centre gauche Écologie politique, fédéralisme européen                         | Pekka Haavisto       | 8,5 % des voix 15 députés  |
|       | Parti populaire suédois de Finlande Svenska folkpartiet i Finland      | Centre Social-libéralisme, Défense de la minorité suédoise                     | Anna-Maja Henriksson | 4,9 % des voix 9 députés   |
|       | Chrétiens-démocrates Suomen Kristillisdemokraatit                      | Centre droit Conservatisme social, démocratie chrétienne, fédéralisme européen | Sari Essayah         | 3,5 % des voix 5 députés   |
|       | Réforme bleue Sininen tulevaisuus                                      | Droite Conservatisme, euroscepticisme                                          | Sampo Terho          | Nouveau parti              |

## Campagne
Le gouvernement fait face à un changement d'opinion quant à sa politique économique. Arrivé au pouvoir en 2015 alors que le taux de chômage atteignait 9 %, la coalition tripartite a mis en œuvre un programme commun d'austérité débouchant sur des réductions de la dépense publique pour financer une baisse des charges patronales. Mais ce programme couplé à une volonté de privatisation du secteur de la santé et à une baisse du sentiment d'urgence économique – le chômage étant redescendu à 6 % en 2019 – entraîne une importante désaffection de leur électorat.
Le maintien du modèle social, et notamment l'aide aux nouvelles générations, prend une place prépondérante dans les sujets de campagne en réaction à d'importantes coupes budgétaires effectuées par le gouvernement sortant dans le ministère de l'Éducation. L'ensemble des partis promettent ainsi de revenir sur ces baisses afin de maintenir le niveau du système éducatif.
Le 8 mars, à peine un peu plus d'un mois avant le scrutin, le Premier ministre Sipilä présente sa démission en raison de l'échec d'un compromis avec ses partenaires de coalition sur une réforme controversée visant à privatiser le système de santé et des services sociaux, ce dernier concernant notamment celui des maisons de retraite. Le jour même cependant, le président Niinistö le reconduit à la tête d'un gouvernement chargé des affaires courantes. Plusieurs analystes finlandais interprètent alors la démission de Sipilä comme une manœuvre destinée à repartir de zéro et donner davantage de liberté à son Parti du centre au cours de la campagne, celui-ci étant distancé par les sociaux-démocrates,.
Le Parti du centre, dont la réserve électorale se situe dans le monde rural, tente ainsi comme ses ex-partenaires de se donner une nouvelle image en se distançant de l'échec de leur réforme. Au cours du mois suivant, il met en avant l'égalité de traitement entre toutes les provinces, le soutien aux familles et la lutte contre le dérèglement climatique .
L'année précédant le scrutin est cependant marquée par la poussée des Sociaux-démocrates et du Parti des Finlandais. Les premiers, menés par l'ancien syndicaliste Antti Rinne, font campagne sur la nécessité d'augmenter les impôts pour renforcer l’État-providence et combattre les inégalités économiques, tandis que les seconds voient le discours nationaliste et anti-immigration de Jussi Halla-aho étayé par une série de crimes sexuels commis sur des mineurs par des ressortissants étrangers, demandeurs d'asile ou réfugiés,. Le président finlandais, Sauli Niinistö, estime notamment dans un communiqué « Il est inacceptable que certains demandeurs d’asile et réfugiés aient introduit le mal et amené avec eux l’insécurité », ajoutant cependant que « chaque individu prêt à s’adapter à la vie dans notre société le mérite. ». L'immigration serait ainsi un sujet d'inquiétude pour 38 % des Finlandais.
En réaction au scandale, le gouvernement finlandais introduit plusieurs projets de loi en janvier 2019, dont la déchéance de nationalité pour les étrangers naturalisés s'étant rendus coupables de crimes de cette nature. Les mesures sont remarquées par le soutien qu'elle obtiennent de la part de l'ensemble des groupes parlementaires finlandais. Le même mois, la municipalité de Oulu, où a eu lieu l'affaire, interdit l'accès des écoles et garderies aux demandeurs d'asile, tandis que le problème des crimes commis par ceux-ci prend de l'importance sur la scène politique.
L'élection intervient également à un moment clé pour les relations entre la Finlande et l'Union européenne, la première devant prendre pour six mois la présidence tournante du conseil des ministres de l’UE, du 1er juillet au 31 décembre 2019. Cette présidence interviendra lors du renouvellement de la commission européenne et de la présidence du conseil européen à la suite des élections européennes de 2019. Le gouvernement sortant se fixe pour objectifs l’avancée des discussions sur le prochain cadre budgétaire européen, le respect des engagements de l’accord de Paris sur le climat, et la coopération en matière de défense européenne.

## Résultats
|                        |                                           |           |       |      |        |               |  |  |  |  |  |  |  |  |
| Parti                  | Parti                                     | Voix      | %     | +/-  | Sièges | +/-           |  |  |  |  |  |  |  |  |
|                        | Parti social-démocrate de Finlande (SDP)  | 546 471   | 17,73 | 1,22 | 40     | 6             |  |  |  |  |  |  |  |  |
|                        | Parti des Finlandais (PS)                 | 538 805   | 17,48 | 0,17 | 39     | 1             |  |  |  |  |  |  |  |  |
|                        | Parti de la coalition nationale (Kok)     | 523 957   | 17,00 | 1,20 | 38     | 1             |  |  |  |  |  |  |  |  |
|                        | Parti du centre (Kesk)                    | 423 920   | 13,76 | 7,34 | 31     | 18            |  |  |  |  |  |  |  |  |
|                        | Ligue verte (Vihr)                        | 354 194   | 11,49 | 2,96 | 20     | 5             |  |  |  |  |  |  |  |  |
|                        | Alliance de gauche (Vas)                  | 251 808   | 8,17  | 1,04 | 16     | 4             |  |  |  |  |  |  |  |  |
|                        | Parti populaire suédois de Finlande (SFP) | 139 640   | 4,53  | 0,35 | 9      | en stagnation |  |  |  |  |  |  |  |  |
|                        | Chrétiens-démocrates (KD)                 | 120 144   | 3,90  | 0,36 | 5      | en stagnation |  |  |  |  |  |  |  |  |
|                        | Mouvement maintenant (LN)                 | 69 427    | 2,25  | Nv.  | 1      | 1             |  |  |  |  |  |  |  |  |
|                        | Réforme bleue (SIN)                       | 29 943    | 0,97  | Nv.  | 0      | en stagnation |  |  |  |  |  |  |  |  |
|                        | Parti pirate                              | 19 032    | 0,62  | 0,23 | 0      | en stagnation |  |  |  |  |  |  |  |  |
|                        | För Åland                                 | 11 640    | 0,38  | 0,01 | 1      | en stagnation |  |  |  |  |  |  |  |  |
|                        | Mouvement Sept Étoiles                    | 11 366    | 0,37  | Nv.  | 0      | en stagnation |  |  |  |  |  |  |  |  |
|                        | Autres partis                             | 34 957    | 1,13  | –    | 0      | en stagnation |  |  |  |  |  |  |  |  |
|                        | Indépendants                              | 6 612     | 0,21  | 0,14 | 0      | en stagnation |  |  |  |  |  |  |  |  |
|                        |                                           |           |       |      |        |               |  |  |  |  |  |  |  |  |
| Votes valides          | Votes valides                             | 3 081 916 | 99,42 |      |        |               |  |  |  |  |  |  |  |  |
| Votes blancs et nuls   | Votes blancs et nuls                      | 17 844    | 0,58  |      |        |               |  |  |  |  |  |  |  |  |
| Total                  | Total                                     | 3 099 760 | 100   | –    | 200    | en stagnation |  |  |  |  |  |  |  |  |
| Abstention             | Abstention                                | 1 410 280 | 31,27 |      |        |               |  |  |  |  |  |  |  |  |
| Inscrits/Participation | Inscrits/Participation                    | 4 510 040 | 68,73 |      |        |               |  |  |  |  |  |  |  |  |

### Par circonscriptions

#### Résumé
| Parti | Parti | 1 Hels. | 1 Hels. | 2 Uusi. | 2 Uusi. | 3 Finl. | 3 Finl. | 4 Sata. | 4 Sata. | 5 Åland | 5 Åland | 6 Häme | 6 Häme | 7 Pirk. | 7 Pirk. | 8 Sud- Est | 8 Sud- Est | 9 Sav.- Car. | 9 Sav.- Car. | 10 Vaasa | 10 Vaasa | 11 Centr. | 11 Centr. | 12 Oulu | 12 Oulu | 13 Lapo. | 13 Lapo. | Total | Total | Total |
| Parti | Parti | %       | S.      | %       | S.      | %       | S.      | %       | S.      | %       | S.      | %      | S.     | %       | S.      | %          | S.         | %            | S.           | %        | S.       | %         | S.        | %       | S.      | %        | S.       | %     | %     | S.    |
| ----- | ----- | ------- | ------- | ------- | ------- | ------- | ------- | ------- | ------- | ------- | ------- | ------ | ------ | ------- | ------- | ---------- | ---------- | ------------ | ------------ | -------- | -------- | --------- | --------- | ------- | ------- | -------- | -------- | ----- | ----- | ----- |
|       | SDP   | 13,6    | 3       | 17,8    | 7       | 17,8    | 3       | 25,2    | 3       |         |         | 24,0   | 4      | 22,1    | 5       | 24,4       | 5          | 17,3         | 3            | 13,4     | 2        | 18,9      | 2         | 10,3    | 2       | 13,5     | 1        |       | 17,73 | 40    |
|       | PS    | 12,3    | 3       | 15,9    | 6       | 19,1    | 4       | 24,1    | 2       | 21,0    | 3       | 17,3   | 4      | 18,9    | 4       | 18,1       | 3          | 17,1         | 3            | 18,0     | 2        | 20,4      | 4         | 17,2    | 1       |          | 17,48    | 39    |       |       |
|       | Kok   | 21,8    | 6       | 20,9    | 9       | 18,9    | 4       | 14,1    | 1       | 19,2    | 3       | 18,5   | 4      | 18,1    | 3       | 12,5       | 2          | 11,8         | 2            | 12,8     | 1        | 11,0      | 2         | 11,3    | 1       |          | 17,00    | 38    |       |       |
|       | Kesk  | 2,9     | 0       | 6,5     | 2       | 10,8    | 2       | 16,7    | 1       | 10,2    | 1       | 8,9    | 2      | 16,6    | 3       | 22,8       | 4          | 19,9         | 4            | 19,8     | 3        | 30,3      | 6         | 29,2    | 3       |          | 13,76    | 31    |       |       |
|       | Vihr  | 23,5    | 6       | 13,5    | 5       | 9,2     | 1       | 6,0     | 0       | 8,4     | 1       | 12,4   | 2      | 9,4     | 2       | 9,6        | 1          | 4,2          | 0            | 11,4     | 1        | 7,9       | 1         | 9,7     | 0       |          | 11,49    | 20    |       |       |
|       | Vas   | 11,1    | 3       | 4,8     | 2       | 12,8    | 2       | 10,0    | 1       | 7,4     | 1       | 8,1    | 1      | 4,2     | 0       | 7,2        | 1          | 3,3          | 0            | 8,2      | 1        | 13,1      | 3         | 14,2    | 1       |          | 8,17     | 16    |       |       |
|       | SFP   | 5,3     | 1       | 9,1     | 3       | 5,5     | 1       | 0,1     | 0       | 0,2     | 0       | 0,1    | 0      |         |         |            |            | 21,1         | 4            |          |          | 0,2       | 0         | 0,1     | 0       |          | 4,53     | 9     |       |       |
|       | KD    | 1,9     | 0       | 2,7     | 1       | 1,9     | 0       | 2,7     | 0       | 5,7     | 1       | 5,7    | 1      | 4,4     | 0       | 7,8        | 1          | 6,7          | 1            | 5,7      | 0        | 2,2       | 0         | 1,1     | 0       |          | 3,90     | 5     |       |       |
|       | LN    | 3,5     | 0       | 4,5     | 1       | 1,9     | 0       |         |         | 1,6     | 0       | 2,4    | 0      | 1,6     | 0       | 1,5        | 0          |              |              | 2,8      | 0        | 0,6       | 0         | 2,0     | 0       |          | 2,25     | 1     |       |       |
|       | SIN   | 0,5     | 0       | 1,7     | 0       | 0,5     | 0       |         |         | 0,4     | 0       | 1,1    | 0      | 1,3     | 0       | 1,9        | 0          | 1,0          | 0            | 0,5      | 0        | 0,7       | 0         | 0,5     | 0       |          | 0,97     | 0     |       |       |
|       | Åland |         |         |         |         |         |         |         |         | 89,0    | 1       |        |        |         |         |            |            |              |              |          |          |           |           |         |         |          |          |       | 0,38  | 1     |
|       | Autre | 3,7     | -       | 2,6     | -       | 1,6     | -       | 1,2     | -       | 11,0    | -       | 2,1    | -      | 3,5     | -       | 1,1        | -          | 1,3          | -            | 1,5      | -        | 1,9       | -         | 3,6     | -       | 1,4      | -        |       | 2,33  | -     |
| Total | Total | 100     | 22      | 100     | 35      | 100     | 17      | 100     | 8       | 100     | 1       | 100    | 14     | 100     | 19      | 100        | 17         | 100          | 16           | 100      | 16       | 100       | 10        | 100     | 18      | 100      | 7        | 100   | 100   | 200   |

## Formation du gouvernement
Au vu des résultats, une large coalition regroupant un grand nombre de partis est nécessaire pour former un gouvernement, augurant de difficiles négociations. Au cours des débats électoraux, les sociaux-démocrates, le Parti de la coalition nationale, la Ligue verte, l'Alliance de gauche et le Parti populaire suédois ont déclaré qu'ils souhaitaient rejoindre une coalition ne comprenant pas le Parti des Finlandais. Malgré la décision de ces cinq formations, le président du parti, Jussi Halla-aho, déclare que tous les partis doivent faire preuve de responsabilité lors de la formation d'une coalition, et que le moyen le plus responsable d'y arriver est d'inclure son parti.
Deux semaines après, le président du SDP, Antti Rinne, pressenti pour diriger le gouvernement, envoie un questionnaire à chacun des autres partis pour évaluer leurs positions sur divers sujets tels que le revenu de base, la négociation collective, le changement climatique ou la réforme sur la santé. Il a l'intention de mener les pourparlers pour former une coalition jusqu'à début mai 2019.
À l'issue de ces pourparlers, Antti Rinne annonce qu'il négociera la formation d'une coalition avec le Parti du Centre, la Ligue verte, l'Alliance de gauche et le Parti populaire suédois.
Le 6 juin 2019, le nouveau gouvernement finlandais Rinne est formé, et inclut les sociaux démocrates, le Parti du centre, la Ligue verte, l'Alliance de gauche et le Parti populaire suédois de Finlande, soit 117 députés sur 200.

## Suites
Antti Rinne démissionne le 3 décembre, le Parti du centre lui ayant retiré sa confiance à cause de sa mauvaise gestion d'une grève postale. Sanna Marin (social-démocrate) lui succède en reconduisant la coalition de Rinne, devenant à 34 ans la plus jeune chef de gouvernement en exercice. Les cinq partis de la coalition sont alors chacun dirigé par une femme.